# 泪橋 (小説)
『泪橋』（なみだばし）は、村松友視の小説。またそれを原作とした黒木和雄監督の日本映画。

## 概要
初出は『野性時代』1982年12月号。同誌1981年6月号に掲載された「セミ・ファイナル」につづいて直木賞候補となった。選評では山口瞳が「第一京浜国道立会川附近の埃っぽい感じと羽田埋立地水路の索漠とが完璧に描かれているうえに話の転結が面白く、上々の風俗小説となっている」、五木寛之が「〈泪橋〉が〈蒲田行進曲〉より小説としていささかも劣るわけではない。私はこの作品の背景をなしている一帯に長く住んでいたことがあるためか、ことに興味ぶかく読んだ」と評するなど、概ね高評価だったものの、受賞には至らなかった。
なお、村松はのちに本作について「この作品には何となく、〝賞取り〟に向ってのエネルギーから派生する、小説作りにおける力感がただよっている」と述べており、本作で直木賞を狙っていたことを明かしている。直木賞の選評でも水上勉が「だがこの人はいつか申し分のない傑作を見せてくれよう」と予言していたように、その〝賞取り〟はほどなく「時代屋の女房」で果たされることとなる。

## あらすじ
舞台は東京都品川区鈴ヶ森界隈。その一角を流れる立会川は、江戸時代、鈴ヶ森刑場に曳かれていく科人が家族や縁者と今生の訣れをする場所にちなんでそう呼ばれていた。そして、その立会川にかかった浜川橋には泪橋という別名があった。
英語の百科事典のセールスをしている工藤健一は、10年前、その泪橋の上で鈴ヶ森の住人である洋服屋の加吉に声をかけられた、「学生さんだろ、追われてるんだろ」。当時、ホストだった健一はヤクザの女に手をつけ、それがバレて必死に逃げ回っているところだった。しかし、その頃は鈴ヶ森からも近い羽田空港周辺は佐藤栄作首相の訪米を阻止しようとする学生たちのデモで騒然としており、加吉は健一を機動隊に追われる過激派学生と勘違いしたのだった。結局、健一は洋服屋の2階で1か月ほどかくまわれることとなった。鈴ヶ森にはお上に追われて獄門首にされる科人たちへの哀れみみたいなものが風となってずっとのこっている――、それが当時をふり返った健一の感想だった。
セールスの途中で鈴ヶ森の近くまで来た健一は、ふとその当時のことを思い出して泪橋を渡るのだった。するとそこには10年前と変わらぬ世界があった。そして、昔、健一がかくまわれていた洋服屋の2階には当時の健一と同じように1人の女がかくまわれていた。女は新興宗教の信者で、家に連れ戻されるのを怖れ大井オートレース場のあたりをうろついているところを加吉に声をかけられたのだ。再び鈴ヶ森を訪れるようになった健一はやがてその女・千鶴と関係を持つことになるのだが……。

## 映画
黒木和雄監督、渡瀬恒彦主演。人間プロダクション製作、東映セントラルフィルム配給。ビスタサイズ・カラー35mm / 117分。

### スタッフ
- 原作 - 村松友視
- 製作 - 加藤晃夫（長門裕之）
- プロデューサー - 後藤幸一
- 脚本 - 唐十郎、村松友視
- 撮影 - 大津幸四郎
- 音楽 - 松村禎三
- 美術 - 木村威夫
- 録音 - 加藤一郎
- 照明 - 岩崎豊
- 編集 - 鈴木晄
- 助監督 - 高橋安信

### キャスト
- 白井健一：渡瀬恒彦
- 前野千鶏：佳村萠
- 前野修造：原田芳雄
- 兵藤加吉：瀬川新蔵
- 田中一兵：殿山泰司
- 高橋次郎：不破万作
- 白井秋子：藤真利子
- 村岡：風間杜夫
- 方舟のおっちゃん・研ぎ職人：浜村純
- 兵の上の老人：藤田進

### 原作との異同
プロットは概ね原作を踏襲しているものの、主人公の役名は歌舞伎狂言の「鈴ヶ森」の主人公・白井権八に寄せて白井健一と改められている。また健一と関係を持つ千鶴には白井権八の馴染みの花魁で権八の刑死後、権八の墓前で自害した小紫が重ね合わされている。作中には「抱けない、こんな小紫？」と言って千鶴が健一を誘う場面もある。
また原作では千鶴は横暴な父から逃れるため新興宗教の教主に救いを求めたということになっているが、映画では父が兄に置き換えられている。また原作では千鶴と父の間に何かあったことを示唆するに止めているものの、映画では兄・修造は千鶴にシスターコンプレックスを抱いており、映画の最後では立会川の川べりにある鶏小屋で思いを遂げるという衝撃的なストーリーとなっている。

### ロケ地・その他
原作に忠実に鈴ヶ森界隈でロケが行われた。ただし、作中で泪橋とされているのは実際の泪橋（浜川橋）ではなく、別の橋。撮影の大津幸四郎によれば「じっさいの泪橋は川幅が三メートルもないところで、これでドラマの舞台にするのは無理だろうな」ということで、イメージに合った別の橋をロケ地に選んだという（その橋がどこの何という橋なのかは明かされていない）。
また作中では「第二羽田事件」のニュース映像が使われているが、これは大津幸四郎が撮影を担当した小川紳介監督の『現認報告書 羽田闘争の記録』からの引用。大津によれば、事件当日の1967年11月12日は黒木和雄も一日現場の撮影に立ち会っていたという。また大津によれば、黒木は本作で「羽田闘争の外伝みたいなもの」をやりたかったのだという。